# Opatovac (Cernik)
Opatovac je naseljeno mjesto u Republici Hrvatskoj u općini Cernik u Brodsko-posavskoj županiji.

## O naselju
U Opatovcu se nalazi katolička crkva Svetog Roka, a kirvaj je 16. kolovoza. 1500. tu je postojao posjed koji se zvao posjed Sv. Stjepana. Ležao je oko vrlo starog groblja, koje je i dosta kasnije bilo zajdničko Opatovcu i Podvrškom. Na tom posjedu je, nešto iznad Opatovca u srednjem vijeku bila crkva Sv. Stjepana kralja, a kapela Sv. Stjepanu kralju je postojala i 1730.

## Zemljopis
Opatovac se nalazi sjevernoistočno od Cernika i Nove Gradiške na južnim padinama Psunja, susjedna sela su Banićevac na istoku, Podvrško na sjeveru i Baćin Dol na jugu.

## Stanovništvo
Prema popisu stanovništva iz 2011. godine Opatovac je imao 332 stanovnika. 
| broj stanovnika | 314   | 344   | 378   | 428   | 459   | 510   | 498   | 559   | 547   | 539   | 507   | 424   | 394   | 385   | 373   | 332   | 282   |
|                 | 1857. | 1869. | 1880. | 1890. | 1900. | 1910. | 1921. | 1931. | 1948. | 1953. | 1961. | 1971. | 1981. | 1991. | 2001. | 2011. | 2021. |